# Coolidge (Geòrgia)
Coolidge és una població dels Estats Units a l'estat de Geòrgia. Segons el cens del 2000 tenia 552 habitants.

## Demografia
Segons el cens del 2000, Coolidge tenia 552 habitants, 218 habitatges, i 137 famílies. La densitat de població era de 263,1 habitants per km².
Dels 218 habitatges en un 27,1% hi vivien nens de menys de 18 anys, en un 42,7% hi vivien parelles casades, en un 18,3% dones solteres, i en un 36,7% no eren unitats familiars. En el 32,1% dels habitatges hi vivien persones soles el 20,2% de les quals corresponia a persones de 65 anys o més que vivien soles. El nombre mitjà de persones vivint en cada habitatge era de 2,53 i el nombre mitjà de persones que vivien en cada família era de 3,27.
Per edats la població es repartia de la següent manera: un 26,6% tenia menys de 18 anys, un 8% entre 18 i 24, un 27,7% entre 25 i 44, un 21,2% de 45 a 60 i un 16,5% 65 anys o més.
L'edat mediana era de 37 anys. Per cada 100 dones de 18 o més anys hi havia 71,6 homes.
La renda mediana per habitatge era de 18.750 $ i la renda mediana per família de 25.357 $. Els homes tenien una renda mediana de 21.563 $ mentre que les dones 18.068 $. La renda per capita de la població era d'11.413 $. Entorn del 22,1% de les famílies i el 22,8% de la població estaven per davall del llindar de pobresa.

## Poblacions més properes
El següent diagrama mostra les poblacions més properes.